# Deutsche Leichtathletik-Meisterschaften 1905
Die 8. Deutschen Leichtathletik-Meisterschaften waren im Jahre 1905 die letzten, welche verteilt auf verschiedene Orte und Daten ausgetragen wurden. Wie im Vorjahr fanden Wettbewerbe in sechs Disziplinen statt. Außerdem gab es am 9. April in Berlin nach siebenjähriger Unterbrechung auch wieder ein Rennen im Marathonlauf über 40 km, der jedoch – bis 1924 – offiziell nicht zu den Meisterschaftswettbewerben gehörte, sondern als „Deutscher Marathonlauf“ unabhängig davon durchgeführt wurde.

## Zeitplan und Austragungsorte
| Datum         | Disziplin      | Ort                |
| ------------- | -------------- | ------------------ |
| 9. April      | Marathon 40 km | Berlin             |
| 16. Juli      | 400 m          | Mülhausen (Elsass) |
| 16. Juli      | 1500 m         | Mülhausen (Elsass) |
| 23. Juli      | 110 m Hürden   | Leipzig            |
| 23. Juli      | Hochsprung     | Leipzig            |
| 23. Juli      | Diskuswurf     | Leipzig            |
| 24. September | 100 m          | Hannover           |

## Medaillengewinner
| Disziplin      | Gold                                    | Leistung     | Silber                              | Leistung     | Bronze                           | Leistung            |
| -------------- | --------------------------------------- | ------------ | ----------------------------------- | ------------ | -------------------------------- | ------------------- |
| 100 m          | August Göhmann (Eintracht Hannover)     | 11,2 s0      | Martin Brustmann (SC Komet Berlin)  | 11,4 s0      | Bruno Wagener (Berliner SC)      | 11,6 s0             |
| 400 m          | Martin Beckmann (VfB Leipzig)           | 52,8 s0      | Willy Lüdtke (Berliner SC)          | 54,8 s0      | Fritz Mennecke (FC 93 Mülhausen) |                     |
| 1500 m         | Kristian Hellström (Teutonia 99 Berlin) | 4:22,2 min   | Gustav Hess (Hamburger FC 1888)     | 4:25,6 min   | P. H. Meyer (Hamburg)            |                     |
| Marathon 40 km | Robert Petermann (Teutonia 99 Berlin)   | 3:05:52 h000 | Hermann Müller (Teutonia 99 Berlin) | 3:25:27,8 h0 | Hans Borowik (SC Charlottenburg) | 3:34:16,5 h0        |
| 110 m Hürden   | Vincenz Duncker (Mittweidaer BC)        | 16,2 s0      | Arthur Mehnert (VfB Leipzig)        | 18,5 s0      | nur zwei Teilnehmer              | nur zwei Teilnehmer |
| Hochsprung     | Paul Weinstein (Sportfreunde Halle)     | 1,66 m       | Herbert Bösenberg (ASC Leipzig)     | 1,61 m       | Carl Martell (Leipziger BC 1893) | 1,56 m              |
| Diskuswurf     | Rudolf Friedrich (VfB Leipzig)          | 27,07 m      | Ernst Semler (Hallescher FC 1896)   | 26,18 m      | Kurt Lea (Wacker Leipzig)        | 24,16 m             |